# Petr Grund
Petr Grund (* 29. září 1970) je bývalý český fotbalista, obránce.

## Fotbalová kariéra
V české lize hrál za FC Bohemians Praha a FK Chmel Blšany. Nastoupil ve 22 ligových utkáních. Gól v lize nedal. V nižších soutěžích hrál i za FC Portal Příbram, v Německu za FC Erzgebirge Aue, FC Oberlausitz Neugersdorf a VFC Plauen a dále za FK Králův Dvůr.

## Ligová bilance
| Ročník                          | Zápasy | Góly | Klub               |
| ------------------------------- | ------ | ---- | ------------------ |
| Česká fotbalová liga 1993/94    | -      | 2    | FC Portal Příbram  |
| Česká fotbalová liga 1994/95    | -      | 5    | FC Portal Příbram  |
| 2. česká fotbalová liga 1995/96 | 18     | 3    | FC Portal Příbram  |
| 1. česká fotbalová liga 1996/97 | 17     | 0    | FC Bohemians Praha |
| 2. česká fotbalová liga 1997/98 | 11     | 1    | FC Bohemians Praha |
| 2. česká fotbalová liga 1998/99 | 26     | 5    | FC Bohemians Praha |
| Gambrinus liga 1999/00          | 5      | 0    | FK Chmel Blšany    |
| CELKEM 1. liga                  | 22     | 0    |                    |